# Limbestadion
Het Limbestadion is een multifunctioneel stadion in Limbe, Kameroen. Het wordt vooral gebruikt voor voetbalwedstrijd, maar kan ook worden ingezet voor atletiekwedstrijden. In het stadion kunnen 20.000 toeschouwers. Het was gebouwd vanaf 2012 en op 26 januari 2016 geopend.

## Afrika Cup
In 2022 werd dit stadion gebruikt voor wedstrijden op het Afrikaans kampioenschap voetbal 2021.
| Voetbalinterlands | Voetbalinterlands | Voetbalinterlands                 | Voetbalinterlands | Voetbalinterlands |
| №                 | Datum             | Wedstrijd                         | Uitslag           |                   |
| ----------------- | ----------------- | --------------------------------- | ----------------- | ----------------- |
| 1                 | 12 januari 2022   | Tunesië – Mali                    | 0–1               | Groepsfase        |
| 2                 | 12 januari 2022   | Mauritanië – Gambia               | 0–1               | Groepsfase        |
| 3                 | 16 januari 2022   | Gambia – Mali                     | 1–1               | Groepsfase        |
| 4                 | 16 januari 2022   | Tunesië – Mauritanië              | 4–0               | Groepsfase        |
| 5                 | 20 januari 2022   | Sierra Leone – Equatoriaal-Guinea | 0–1               | Groepsfase        |
| 6                 | 20 januari 2022   | Gambia – Tunesië                  | 1–0               | Groepsfase        |
| 7                 | 23 januari 2022   | Burkina Faso – Gabon              | 1–1               | Achtste finale    |
| 8                 | 29 januari 2022   | Mali – Equatoriaal-Guinea         | 0–0               | Achtste finale    |